# Johannes VII. (Papst)

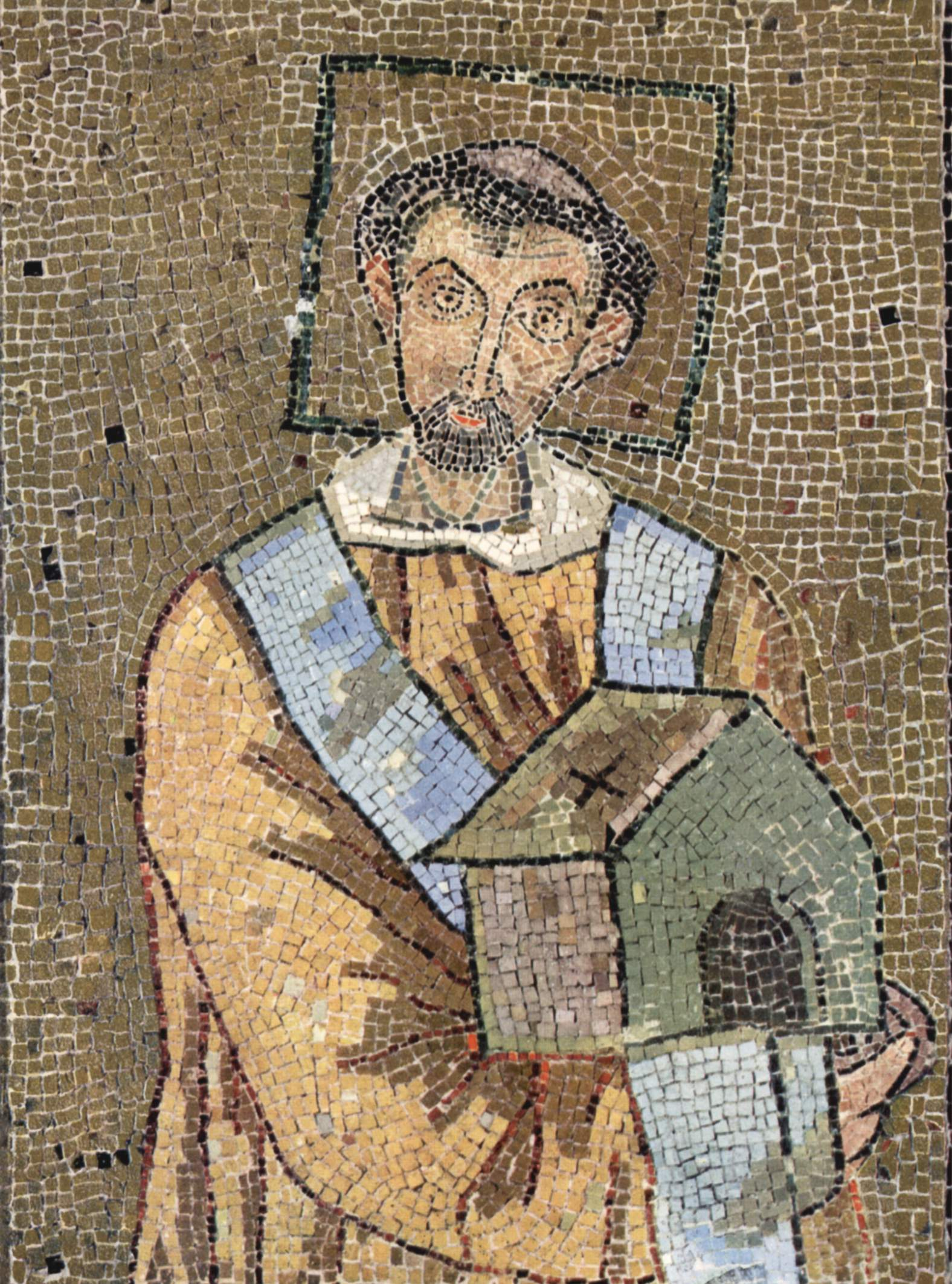
Johannes VII. als Stifter mit Kirchenmodell (Mosaik, um 705)

Johannes VII. (* im 7. Jahrhundert in Rossano, Kalabrien; † 18. Oktober 707 in Rom) war von 705 bis zu seinem Tod Papst. 

## Leben

### Herkunft
Johannes war griechischer Abstammung und wurde in Rossano als Sohn eines gewissen Platon und der Blatta geboren; sein Vater bekleidete das Amt eines kaiserlichen Verwalters auf dem Palatin.

### Pontifikat
Gewählt wurde er am 1. März 705.
Aus Furcht vor Kaiser Justinian II. erkannte er die Beschlüsse der Trullanischen Synode von 691 indirekt an. Zu den Langobarden unterhielt er gute Beziehungen. In Rom ließ er mehrere Kirchen erbauen und restaurieren. Die Kirche Santa Maria Antiqua auf dem Forum Romanum ließ er mit einem marmornen Ambo (inschriftlich belegt) und mit Fresken ausstatten, die wegen ihrer Qualität von großer kunstgeschichtlicher Bedeutung sind. 
Er starb am 18. Oktober 707 in Rom.